# Белоярское сельское поселение (Ульяновская область)
Белоя́рское се́льское поселе́ние — муниципальное образование в составе Чердаклинского района Ульяновской области. Административный центр — село Новый Белый Яр.

## Население
| 2010  | 2012  | 2013  | 2014  | 2015  | 2016  | 2017  |
| ----- | ----- | ----- | ----- | ----- | ----- | ----- |
| 2624  | ↘2604 | ↘2603 | ↗2609 | ↘2565 | ↘2556 | ↘2553 |
| 2018  | 2019  | 2020  | 2021  |       |       |       |
| ↘2500 | ↘2427 | ↘2387 | ↘2059 |       |       |       |

## Состав сельского поселения
В состав поселения входят 4 населённых пункта: 1 посёлок и 3 села.
| № | Населённый пункт | Тип населённого пункта       | Население |
| - | ---------------- | ---------------------------- | --------- |
| 1 | Вислая Дубрава   | посёлок                      | 92        |
| 2 | Новый Белый Яр   | село, административный центр | 876       |
| 3 | Старый Белый Яр  | село                         | ↘856      |
| 4 | Суходол          | село                         | ↘800      |